# Herman Schueremans
Herman Schueremans, né le 5 janvier 1954 à Louvain est un homme politique belge flamand, membre du OpenVLD.
Il est diplômé en journalisme et promoteur de concerts.

## Fonctions politiques
- Député au Parlement flamand :
  - du 6 juillet 2004 au 1er janvier 2013.